# Hermannslauf
Der Hermannslauf ist ein regelmäßig am letzten Aprilsonntag eines Jahres stattfindender Volkslauf, welcher über eine Distanz von 31,1 Kilometern vom Hermannsdenkmal bei Detmold zur Bielefelder Sparrenburg führt. Die Kombination aus Länge, Streckenprofil mit mehrfachen Ab- und Anstiegen und wechselnden Untergründen trägt zur erhöhten Schwierigkeit des Laufes bei.  Einzelne Sportler liefen den Hermannslauf bereits zweifach mit 62,2 km und dreifach mit 93,3 km als Ultramarathon.
Besondere Zuschauermagnete sind die Panzerstraße im Gelände des Truppenübungsplatzes Senne, der Tönsberg, die Innenstadt von Oerlinghausen sowie die Lämershagener Treppen und der Eiserne Anton im Bielefelder Stadtbezirk Stieghorst.

## Organisation
Der 1971 zum ersten Mal ausgetragene Volkslauf wird vom TSVE Bielefeld ausgerichtet. Mittlerweile (2024) nehmen 8000 Läufer, Walker und Wanderer teil.
Gemessen am Medieninteresse, sowie an den Teilnehmer- und Zuschauerzahlen ist der Hermannslauf der bedeutendste Traillauf der Region Ostwestfalen-Lippe.
Das Meldezentrum für den Lauf liegt in der Bielefelder Innenstadt. Von dort gibt es einen Bustransfer zum Start am Hermannsdenkmal. Hierzu sind rund 120 Busse aus ganz Ostwestfalen im Einsatz.
Im Ziel erhält jeder Teilnehmer eine Medaille mit einem Motiv der Laufstrecke.

## Strecke

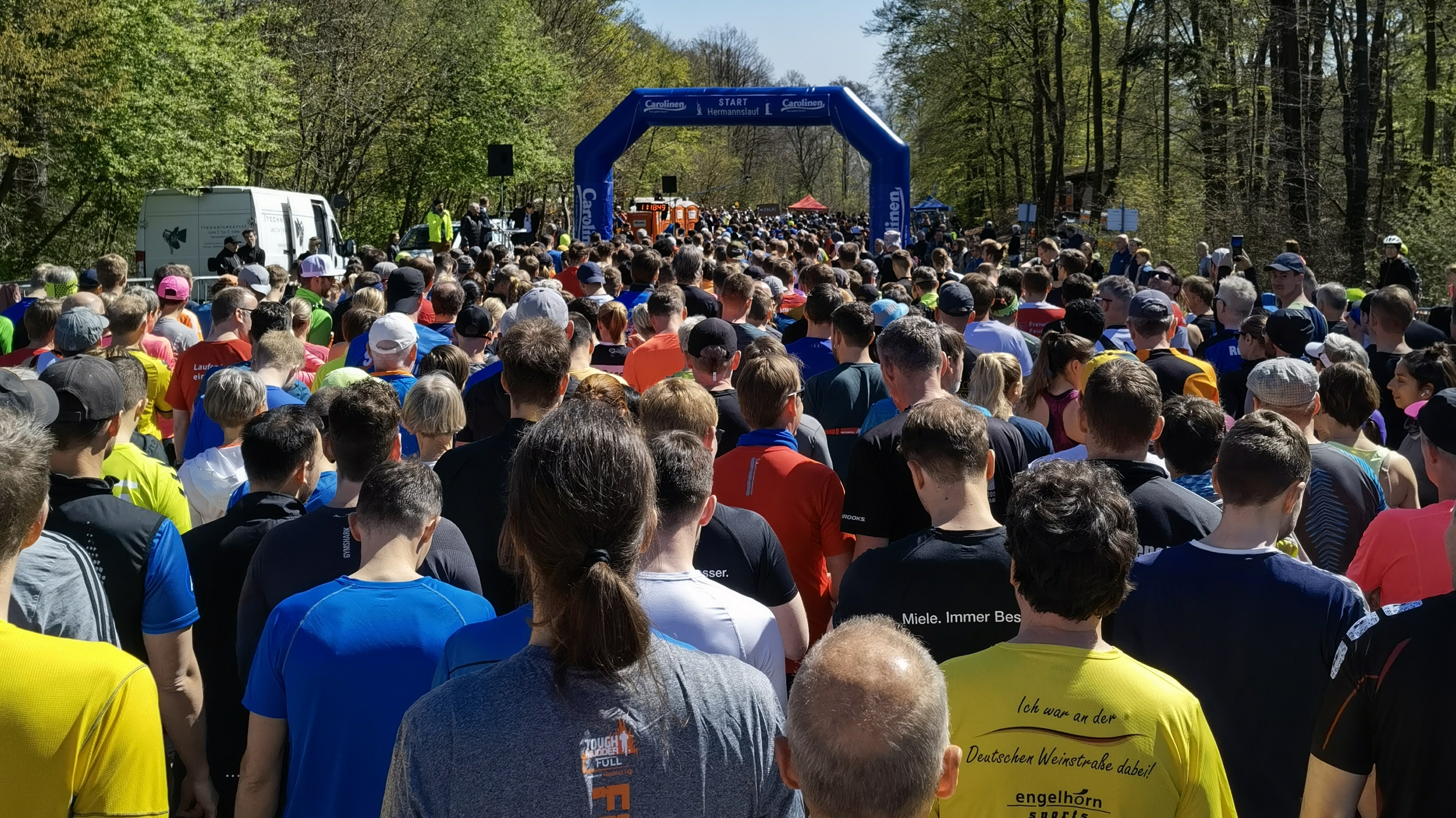
Im Startblock beim Hermannslauf 2023

Die Gesamtlänge beträgt seit 2005 31,1 Kilometer. Bis einschließlich 2004 betrug die Streckenlänge 30,6 km. Sie wurde aufgrund des regen Zuschauerzuspruchs im Innenstadtbereich von Oerlinghausen von den Veranstaltern um 500 Meter verlängert. Falsch ist die verbreitete Auffassung, in den Anfangsjahren des Hermannslaufes habe die Streckenlänge 35 km betragen. Die Bezeichnung „35 km Hermannslauf“ geht auf die damals übliche Rundung von Volkslaufdistanzen in 5-Kilometer-Schritten zurück.

### Profil
Der Lauf führt durch anspruchsvolles, sehr hügeliges Gelände, auf dem sich die zurückgelegten Höhenmeter auf insgesamt etwa 568 Meter aufwärts und 774 Meter im Gefälle summieren. Absolut gesehen geht es bergab, da das Hermannsdenkmal gut 200 Meter höher liegt als die Sparrenburg. Die teilweise über den Hermannsweg führende Laufstrecke verläuft überwiegend auf Waldboden und Sandwegen, aber auch auf Beton, Asphalt und Kopfsteinpflaster.

## Streckenverlauf

### Vom Hermannsdenkmal nach Augustdorf

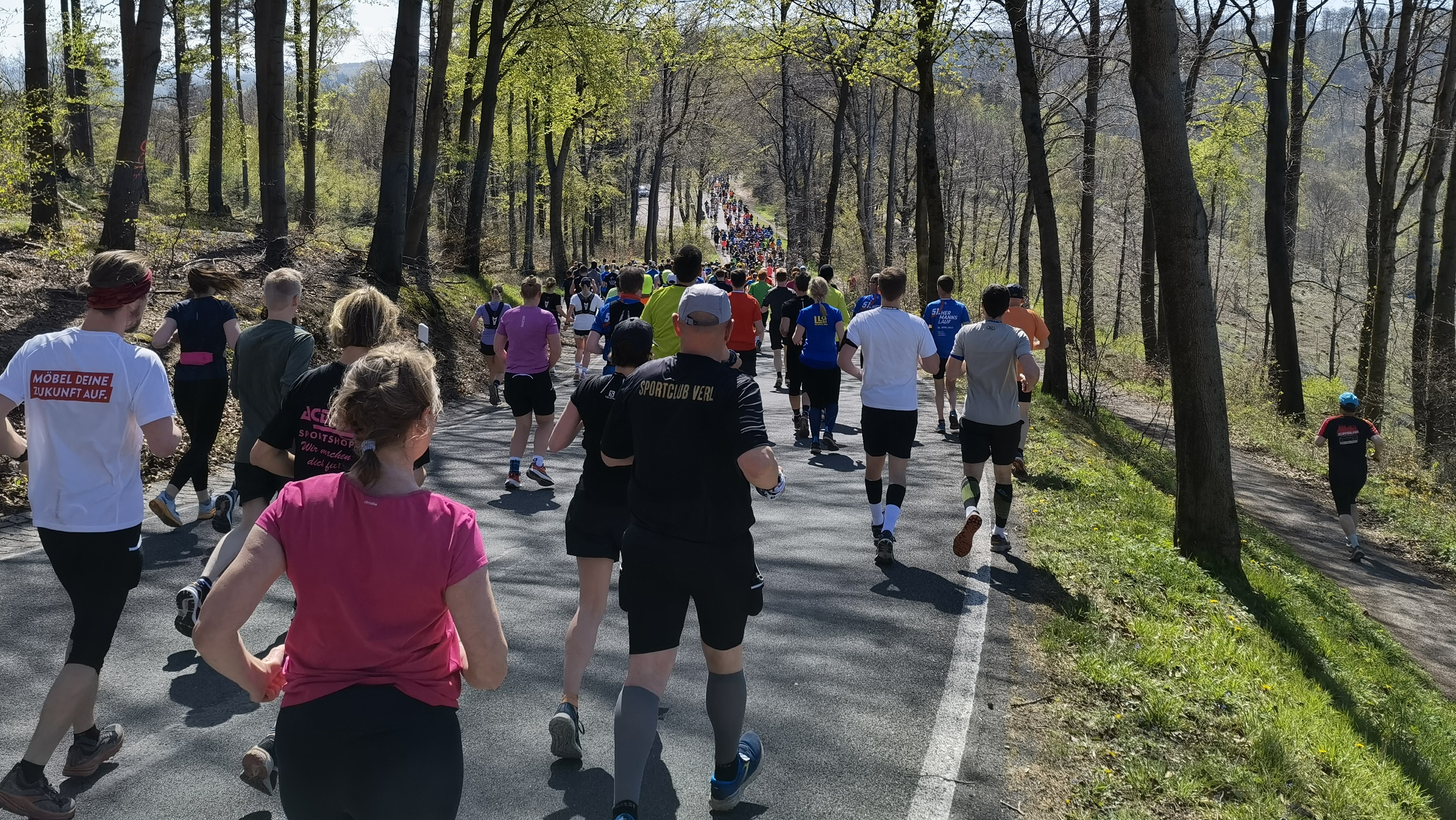
Abstieg kurz nach dem Start

Der Start des Hermannslauf befindet sich am Hermannsdenkmal auf der Grotenburg in Detmold. Nach einigen Kilometern passiert man mit dem Allhornberg und dem Großen Ehberg die nächsten größeren Erhebungen im Teutoburger Wald. Kurz darauf streift man die Gemeinde Augustdorf, wo sich die Generalfeldmarschall-Rommel-Kaserne befindet, in der unter anderem die Panzerbrigade 21 und das Panzergrenadierbataillon 212 beheimatet sind.

### Von Augustdorf nach Oerlinghausen

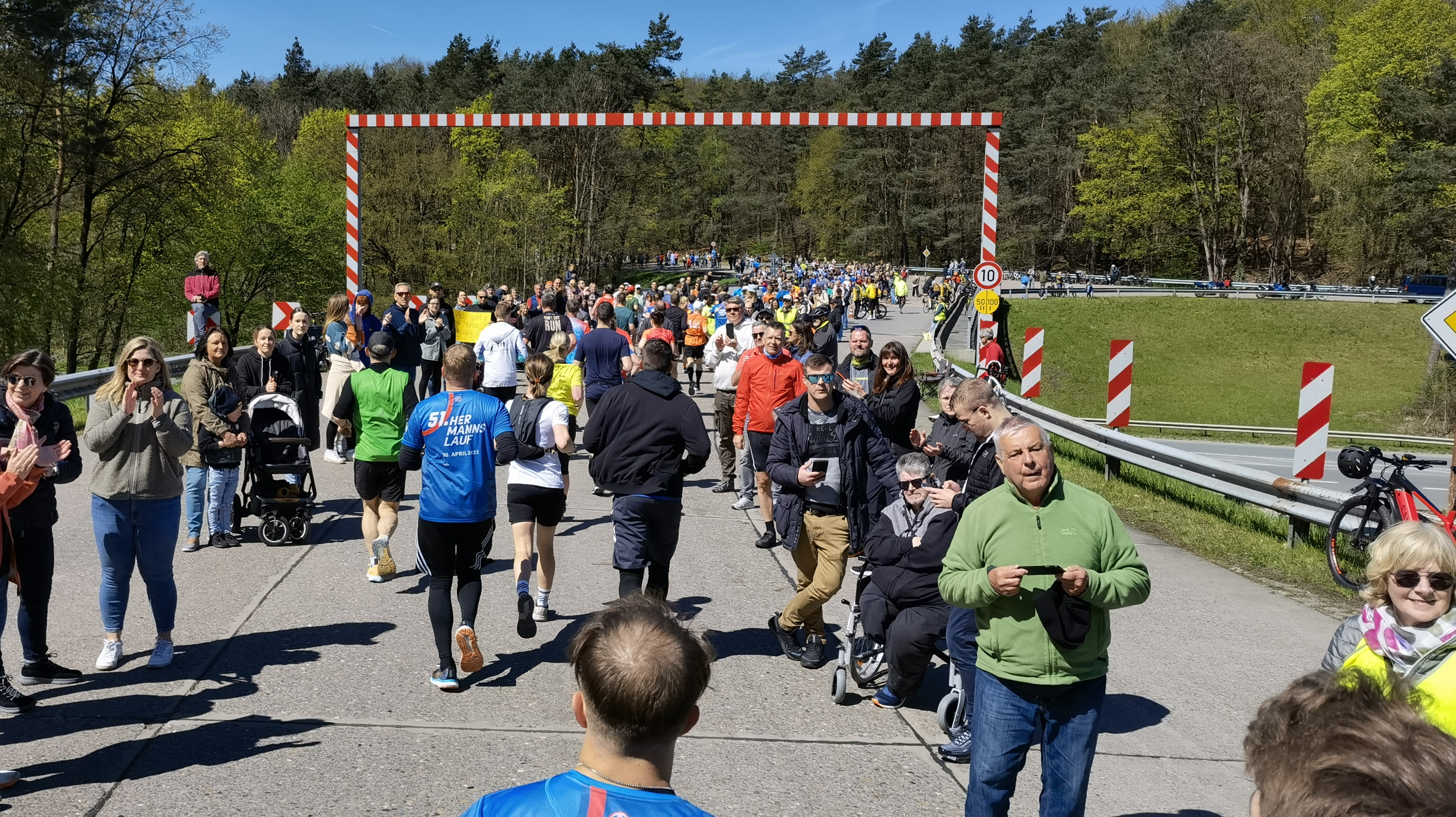
Die Panzerstraße beim Hermannslauf

Nachdem man die Gemeinde Augustdorf passiert hat, läuft man wieder an verschiedenen Bergen des Teutoburger Waldes vorbei. Als Erstes passiert man den Hörster Berg und dann den Hermannsberg. Kurz darauf erreicht man die Stapelager Berge, wo auch der namensgleiche Stapelager Berg passiert wird. Auf diesen Berg folgt die Stapelager Schlucht, die beim Hermannslauf durchlaufen wird.
Fortan läuft man auf direktem Weg in Richtung der Stadt Oerlinghausen. Auf dem Weg dorthin passiert man zuerst den Riesenberg und dann die Hunneckenkammer und den Mämerisch, worauf die Wistinghauser Schlucht folgt. Kurz darauf passiert man die Hünenkapelle, von deren Ursprung und deren Funktion man so gut wie gar nichts weiß. Anschließend überquert man den Tönsberg, welcher im Naturschutzgebiet Tönsberg liegt, und erreicht daraufhin die Stadt Oerlinghausen.

### Oerlinghausen

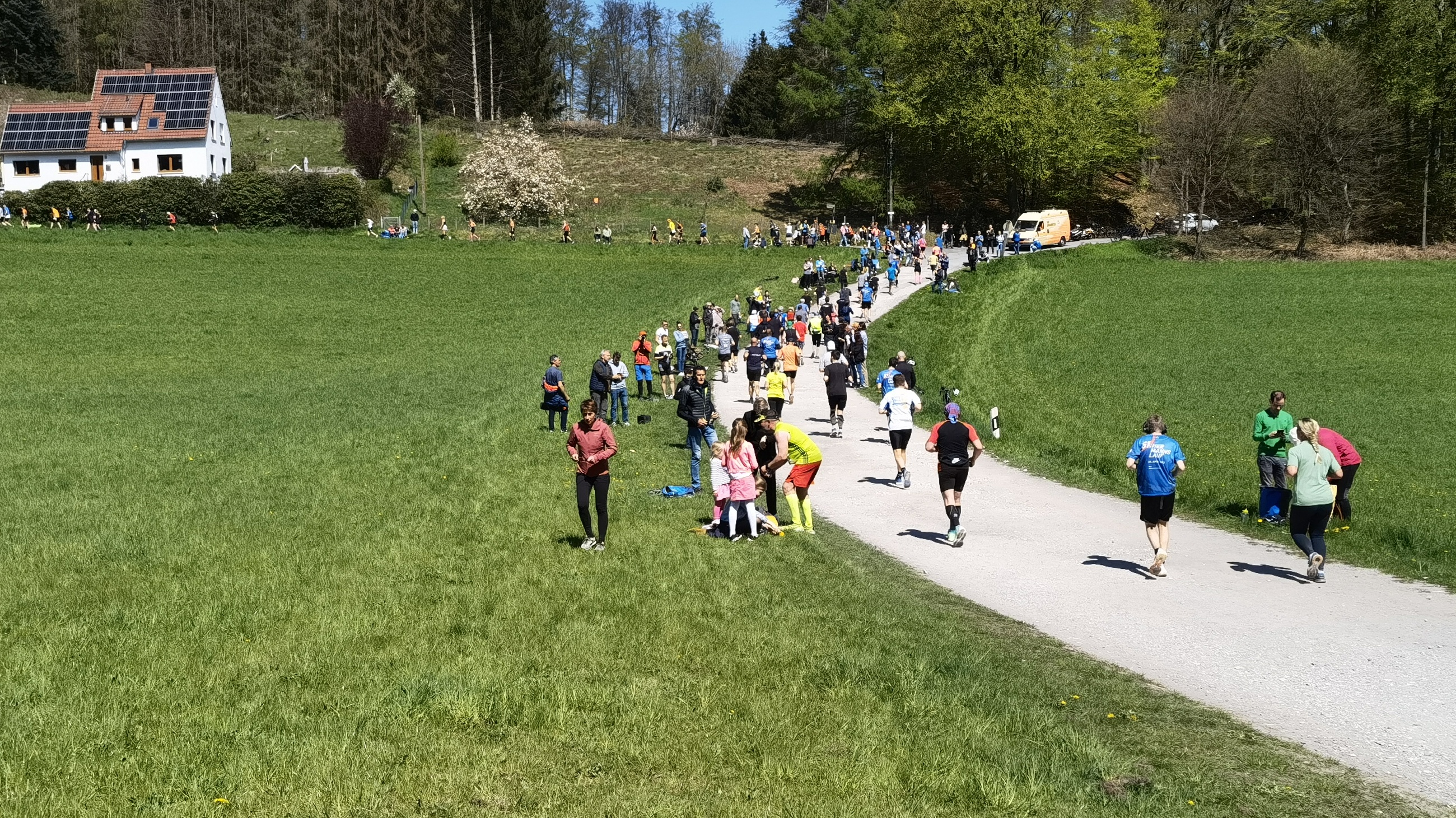
Landschaft kurz hinter Oerlinghausen

Durch den Kammweg läuft man in Oerlinghausen ein. Dort erreicht man als Erstes den Jüdischen Friedhof, der bereits 1761 erwähnt wurde. Anschließend biegt man rechts in die Tönsbergstraße ein, wo man die Synagoge von Oerlinghausen passiert. Von dort aus laufen die Teilnehmer weiter über die Hermannstraße das erste Mal am Stadthotel Oerlinghausen vorbei und erreichen dann kurze Zeit später die Jägerstraße. Von hier geht es wieder zurück auf die Hauptstraße, wo die Läufer ein zweites Mal das Stadthotel Oerlinghausen und gleichzeitig das Amtsgericht und das danebenliegende ehemalige Amtsgericht passieren.
Über die Pfarrstraße geht es an dem Pfarrhaus und der dahinterliegenden Alexanderkirche vorbei. Anschließend geht es über die Straße Wehme, wo die Läufer Oerlinghausen verlassen und es nun in Richtung Bielefeld geht.

### Von Oerlinghausen nach Bielefeld

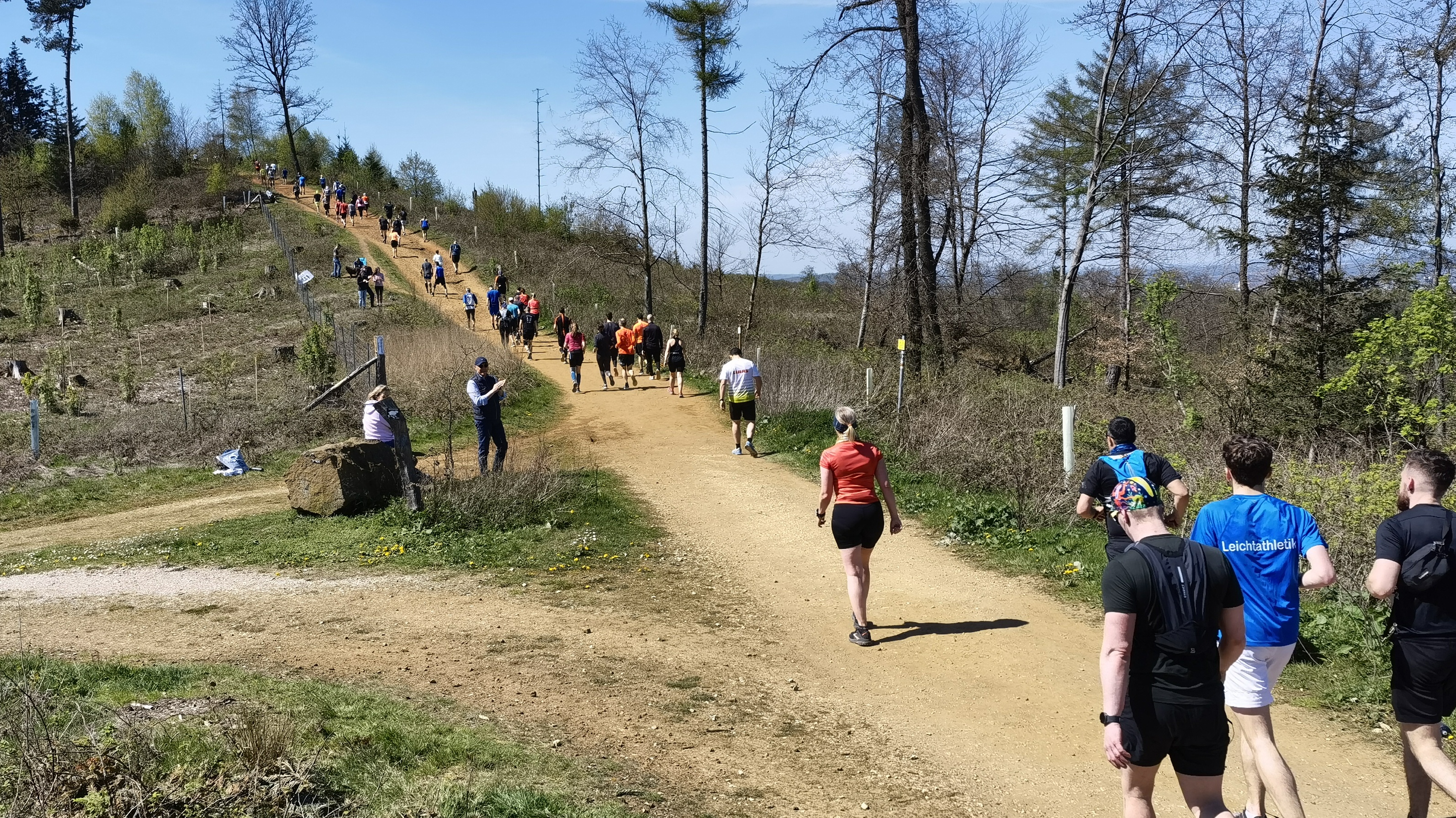
Anstieg beim Hermannslauf (Rote Wand)

Wenn die Läufer Oerlinghausen verlassen, passieren sie den Berg Steinbült und laufen ein Stück an dem Fluss Schopke entlang, der in unmittelbarer Nähe entspringt. Hier laufen die Läufer in das Naturschutzgebiet Menkhauser Bachtal mit Schopketal ein. Später passieren sie den Brunsberg und den Maakenberg, wo sie das nächste Naturschutzgebiet, den Markengrund, erreichen.
Im weiteren Verlauf passieren die Teilnehmer die beiden Berge Auf dem Polle und Lewenberg. Auf dem Lewenberg befindet sich die Löwenburg, die zu einem ehemaligen Dorf aus dem Hochmittelalter gehört. Hier erreichen sie auch schon Lämershagen-Gräfinghagen, den ersten Stadtteil von Bielefeld. Dort überqueren sie die Bundesautobahn 2 und passieren dabei den Bielefelder Berg und den Hellegrundsberg.
Kurz darauf passieren die Läufer Jostmeiers Berg, auf dem sich die Zwergenhöhle, die einzige natürliche Höhle im Stadtgebiet von Bielefeld, befindet. Etwa auf derselben Höhe erreichen die Läufer den Ebberg, auf dem sich der Bismarckturm befindet. Dieser Aussichtsturm wird heute zumeist Eiserner Anton genannt. Im weiteren Verlauf laufen die Läufer am größten Naturschutzgebiet in Bielefeld, dem Östlichen Teutoburger Wald, entlang. Hier macht die Strecke einen kleinen Knick, wo sie schließlich auf die Sparrenburg, eine Festungsanlage aus dem Mittelalter und gleichzeitig Wahrzeichen von Bielefeld, zuführt. Vor dem Ziel auf der Sparrenburg passieren die Läufer noch eine unscheinbare Römische Kreisgrabenanlage, bevor sie im Ziel auf der Sparrenburg einlaufen.

## Geschichte
Wolfgang Schlüter (1934–2021,  Jurist, Ultralangstreckenläufer, Extrembergsteiger) und Peter Gehrmann (* 1939, Langstrecken-, Ski- und Orientierungsläufer, Laufsporttrainer seit 1975) haben den Hermannslauf 1971 aus der Taufe gehoben.
In den ersten Jahren wurde der Hermannslauf vom Bielefelder Ski-Club e. V. ausgerichtet.
Die Streckenführung von 1972 bis 1976 verlief über 30,4 Kilometer auf dem tatsächlichen Hermannsweg und wurde 1977 auf den ersten 13 Kilometern auf eine Parallelstrecke verlegt, um eine Hauptstraßenüberquerung des immer größer werdenden Läuferfeldes zwischen Augustdorf und Pivitsheide zu vermeiden und stattdessen eine Panzerbrücke zu nutzen.
2020 wurde der Hermannslauf pandemiebedingt abgesagt und aus dem gleichen Grund im Jahr 2021 einmalig vom April in den Oktober verlegt. Im April 2021 fand zusätzlich ein „Virtueller Hermannslauf“ statt.

## Statistik

### Streckenrekorde
- Männer: Ezekiel Jafari Ngimba, 2011, 1:40:58
- Frauen: Stevie Kremer, 2013, 1:58:58

### Siegerliste

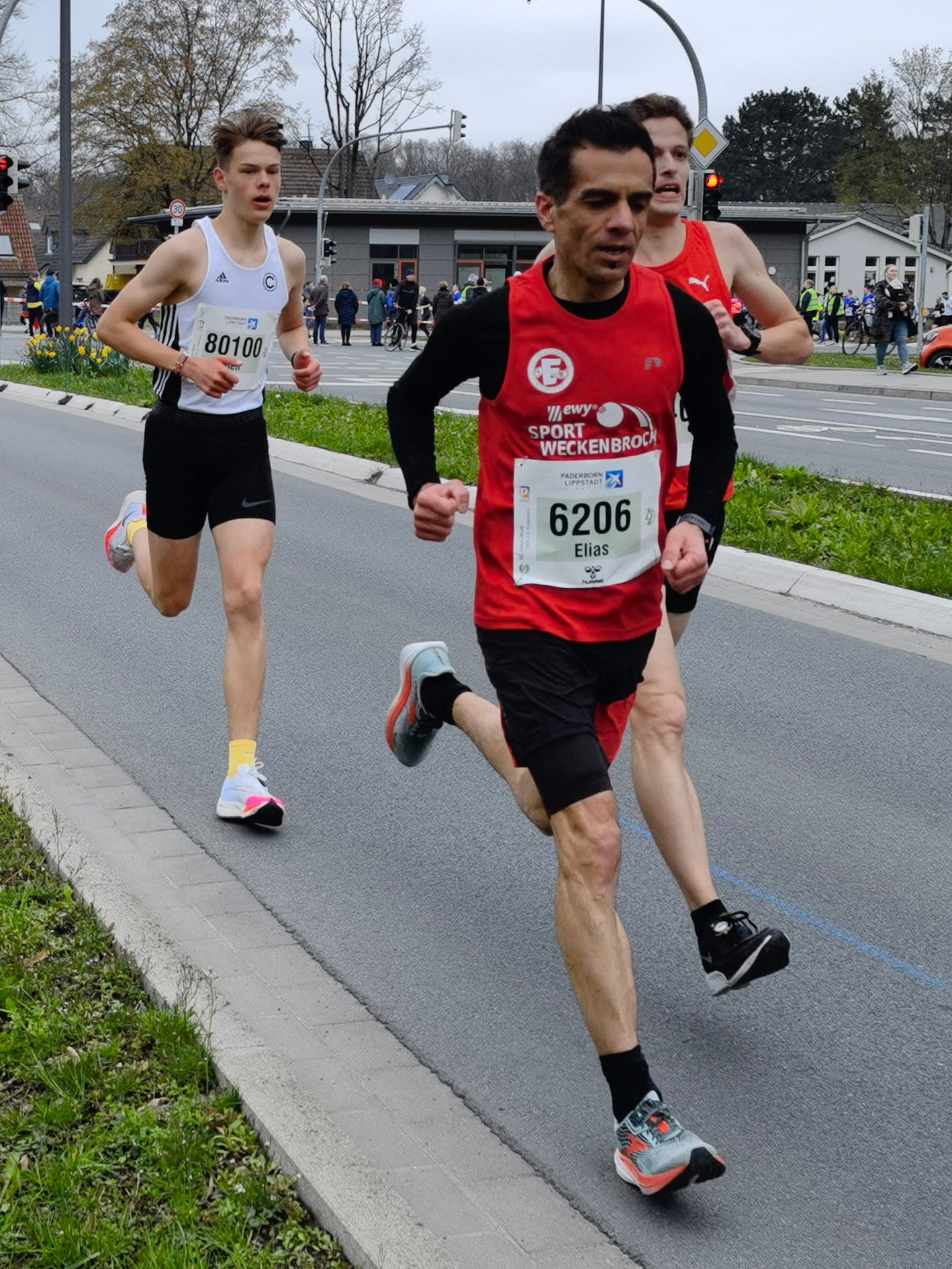
Elias Sansar ist Rekordsieger beim Hermannslauf

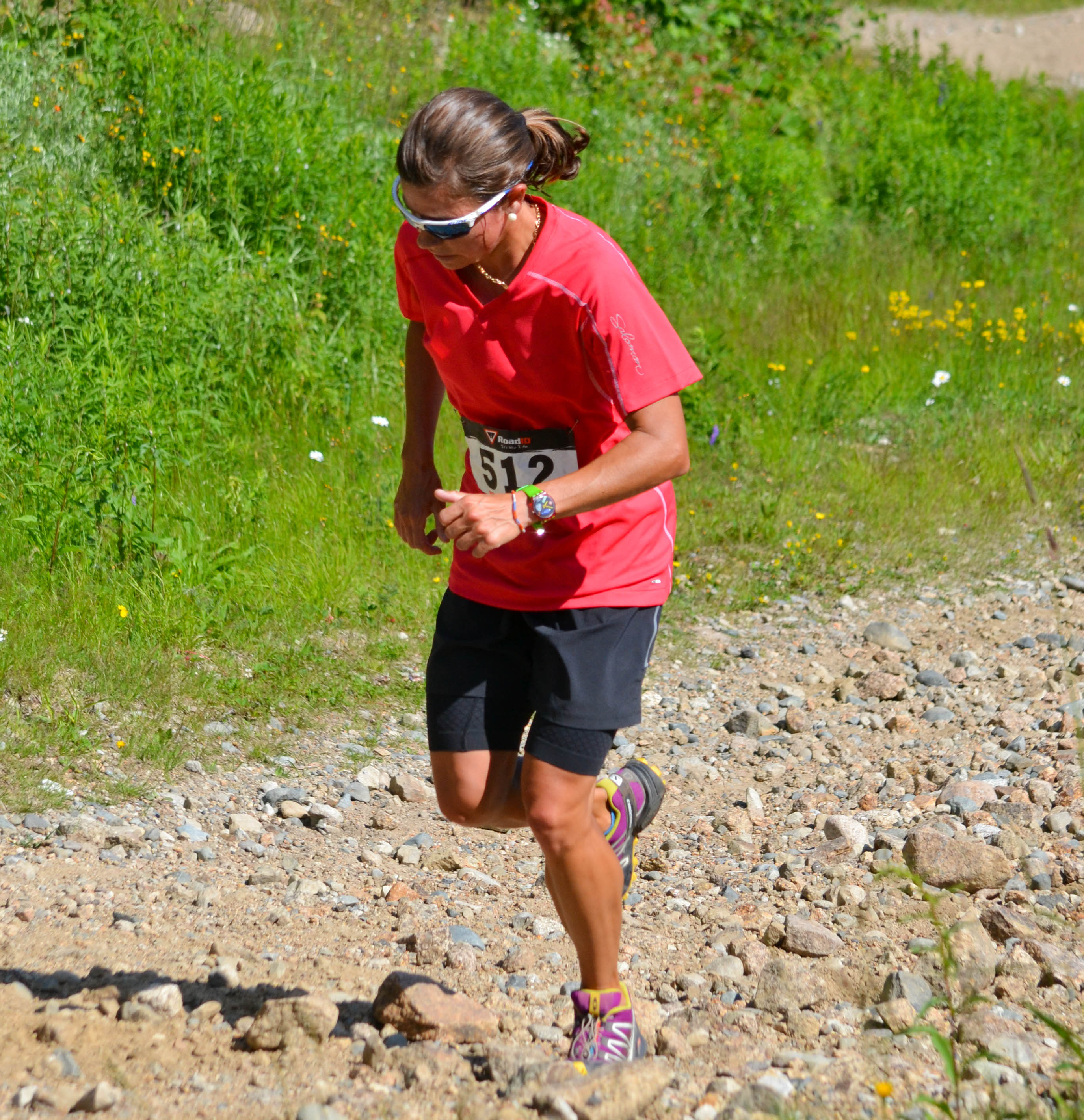
Stevie Kremer hält den aktuellen Streckenrekord bei den Frauen

| Jahr | Männer                                                         | Zeit                                                           | Frauen                                                         | Zeit                                                           |
| ---- | -------------------------------------------------------------- | -------------------------------------------------------------- | -------------------------------------------------------------- | -------------------------------------------------------------- |
| 2025 | Florian Bochert                                                | 1:46:46                                                        | Ann-Christin Opitz                                             | 1:59:45                                                        |
| 2024 | Elias Sansar                                                   | 1:48:50                                                        | Franziska Bossow                                               | 2:02:13                                                        |
| 2023 | Elias Sansar                                                   | 1:47:31                                                        | Ilka Wienstroth                                                | 2:06:44                                                        |
| 2022 | Elias Sansar                                                   | 1:49:07                                                        | Stephanie Strate                                               | 2:01:57                                                        |
| 2021 | Elias Sansar                                                   | 1:52:45                                                        | Stephanie Strate                                               | 2:00:10                                                        |
| 2020 | Veranstaltung fand aufgrund der COVID-19-Pandemie nicht statt. | Veranstaltung fand aufgrund der COVID-19-Pandemie nicht statt. | Veranstaltung fand aufgrund der COVID-19-Pandemie nicht statt. | Veranstaltung fand aufgrund der COVID-19-Pandemie nicht statt. |
| 2019 | Elias Sansar                                                   | 1:44:54                                                        | Michelle Rannacher                                             | 2:02:41                                                        |
| 2018 | Elias Sansar                                                   | 1:45:03                                                        | Hilde Aders                                                    | 2:05:11                                                        |
| 2017 | Elias Sansar                                                   | 1:46:38                                                        | Hilde Aders                                                    | 2:06:41                                                        |
| 2016 | Elias Sansar                                                   | 1:49:10                                                        | Hilde Aders                                                    | 2:05:47                                                        |
| 2015 | Florian Reichert                                               | 1:46:24                                                        | Hilde Aders                                                    | 2:07:02                                                        |
| 2014 | Elias Sansar                                                   | 1:50:10                                                        | Silke Pfenningschmidt                                          | 2:08:49                                                        |
| 2013 | Elias Sansar                                                   | 1:45:25                                                        | Stevie Kremer                                                  | 1:58:57                                                        |
| 2012 | Elias Sansar                                                   | 1:47:51                                                        | Silke Pfenningschmidt                                          | 1:59:42                                                        |
| 2011 | Ezekiel Jafari                                                 | 1:40:58                                                        | Silke Pfenningschmidt                                          | 2:01:38                                                        |
| 2010 | Elias Sansar                                                   | 1:47:27                                                        | Regine Schlump                                                 | 2:18:15                                                        |
| 2009 | Elias Sansar                                                   | 1:48:31                                                        | Franziska Schmidt                                              | 2:07:26                                                        |
| 2008 | Elias Sansar                                                   | 1:47:18                                                        | Silvia Krull                                                   | 2:05:44                                                        |
| 2007 | Elias Sansar                                                   | 1:48:44                                                        | Silvia Krull                                                   | 2:06:13                                                        |
| 2006 | Elias Sansar                                                   | 1:45:50                                                        | Kirsten Heckmann                                               | 2:13:52                                                        |
| 2005 | Ingo Horst                                                     | 1:48:59                                                        | Anke Kemmener                                                  | 2:04:47                                                        |
| 2004 | Marcus Biehl                                                   | 1:44:36                                                        | Iris Reuter                                                    | 2:05:26                                                        |
| 2003 | Philipp Brouwer                                                | 1:46:23                                                        | Heike Mohn                                                     | 2:05:59                                                        |
| 2002 | Rene Witt                                                      | 1:43:09                                                        | Ricarda Botzon                                                 | 2:06:35                                                        |
| 2001 | Rene Witt                                                      | 1:46:35                                                        | Birgit Lennartz                                                | 2:05:27                                                        |
| 2000 | Marcus Biehl                                                   | 1:45:57                                                        | Heike Saeger                                                   | 2:07:22                                                        |
| 1999 | Carsten Breitenbach & Ingmar Lundström                         | 1:46:51                                                        | Heike Saeger                                                   | 2:08:30                                                        |
| 1998 | Ralph Koritz                                                   | 1:45:44                                                        | Anke Pieper                                                    | 2:07:46                                                        |
| 1997 | Claus Seifert                                                  | 1:45:03                                                        | Anke Pieper                                                    | 2:10:19                                                        |
| 1996 | Theo Pyl                                                       | 1:44:12                                                        | Manuela Köhne                                                  | 2:07:52                                                        |
| 1995 | Andreas Ewert                                                  | 1:44:11                                                        | Katjana Quest-Altrogge                                         | 2:09:29                                                        |
| 1994 | Theo Pyl                                                       | 1:45:15                                                        | Doris Koslowski                                                | 2:00:24                                                        |
| 1993 | Theo Pyl                                                       | 1:45:14                                                        | Doris Koslowski                                                | 2:03:55                                                        |
| 1992 | Michael Amstutz                                                | 1:45:00                                                        | Doris Koslowski                                                | 1:59:27                                                        |
| 1991 | Jörg Navrade                                                   | 1:45:53                                                        | Katjana Quest-Altrogge                                         | 2:08:09                                                        |
| 1990 | Michael Amstutz                                                | 1:46:25                                                        | Doris Koslowski                                                | 2:10:37                                                        |
| 1989 | Toni Marshall                                                  | 1:46:01                                                        | Brigitte Mühlisch                                              | 2:02:12                                                        |
| 1988 | Martin Sprenger                                                | 1:44:48                                                        | Rosemarie Rose                                                 | 2:06:56                                                        |
| 1987 | Toni Marshall & Frank Weidler                                  | 1:47:13                                                        | Anke Molkenthin                                                | 2:12:21                                                        |
| 1986 | Bernd Mühlenmeier                                              | 1:45:45                                                        | Maria Nunner                                                   | 2:17:21                                                        |
| 1985 | Dirk Sander                                                    | 1:45:44                                                        | Ulrike Brand                                                   | 2:06:55                                                        |
| 1984 | Adrian Philpott                                                | 1:43:21                                                        | Angelika Seeck                                                 | 2:22:18                                                        |
| 1983 | Stephen Roberts                                                | 1:50:28                                                        | Ulrike Brand                                                   | 2:19:07                                                        |
| 1982 | Ekhard Fäseke                                                  | 1:48:06                                                        | Liane Winter                                                   | 2:05:02                                                        |
| 1981 | Helmut Schmidt                                                 | 1:52:15                                                        | Rotraud Zinner                                                 | 2:21:16                                                        |
| 1980 | Dieter Lippe                                                   | 1:51:46                                                        | Liane Winter                                                   | 2:07:28                                                        |
| 1979 | Billy Cain                                                     | 1:49:47                                                        | Liane Winter                                                   | 2:08:17                                                        |
| 1978 | Michael Heine                                                  | 1:54:16                                                        | Liane Winter                                                   | 2:07:05                                                        |
| 1977 | Jim Hodey                                                      | 1:48:23                                                        | Liane Winter                                                   | 2:06:22                                                        |
| 1976 | Heribert Bulk                                                  | 1:47:33                                                        | Liane Winter                                                   | 2:06:41                                                        |
| 1975 | Klaus-Dieter Holz                                              | 1:52:00                                                        | Christine Ross                                                 | 2:32:04                                                        |
| 1974 | Achim Stober                                                   | 1:55:42                                                        | Liane Winter                                                   | 2:17:00                                                        |
| 1973 | Helmut Bode                                                    | 1:53:15                                                        | Irmhild Holste                                                 | 3:02:05                                                        |
| 1972 | Helmut Bode                                                    | 1:51:26                                                        | Lydia Günnewig                                                 | 3:22:00                                                        |

### Entwicklung der Finisherzahlen
- 2009: 5735 (4602 Männer und 1133 Frauen)
- 2010: 5555 (4457 Männer und 1098 Frauen)
- 2011: 5709 (4545 Männer und 1164 Frauen)
- 2012: 5670 (4562 Männer und 1108 Frauen)[7]
- 2013: 5648 (4469 Männer und 1179 Frauen)[8]
- 2014: 5836 (4563 Männer und 1273 Frauen)[9]
- 2015: 5576 (4341 Männer und 1235 Frauen)[10]
- 2016: 5723 (4511 Männer und 1212 Frauen)[11]
- 2017: 5603 (4362 Männer und 1241 Frauen)[12]
- 2018: 5293 (4126 Männer und 1167 Frauen)[13]
- 2019: 5585 (4202 Männer und 1383 Frauen)[14]
- 2021: 2214 (1792 Männer und 422 Frauen)[15]
- 2022: 4496 (3464 Männer und 1032 Frauen)[16]
- 2023: 4892 (3744 Männer und 1148 Frauen)[17]
- 2024: 5640 (4345 Männer und 1295 Frauen)[18]

| Entwicklung der Teilnehmerzahlen des 31,1-km-Laufes | Entwicklung der Teilnehmerzahlen des 31,1-km-Laufes | Entwicklung der Teilnehmerzahlen des 31,1-km-Laufes | Entwicklung der Teilnehmerzahlen des 31,1-km-Laufes | Entwicklung der Teilnehmerzahlen des 31,1-km-Laufes |
| --------------------------------------------------- | --------------------------------------------------- | --------------------------------------------------- | --------------------------------------------------- | --------------------------------------------------- |
| Jahr                                                |                                                     |                                                     |                                                     | Finisher                                            |
| 2009                                                | 2009                                                |                                                     | 5.735                                               | 5.735                                               |
| 2010                                                | 2010                                                |                                                     | 5.555                                               | 5.555                                               |
| 2011                                                | 2011                                                |                                                     | 5.709                                               | 5.709                                               |
| 2012                                                | 2012                                                |                                                     | 5.670                                               | 5.670                                               |
| 2013                                                | 2013                                                |                                                     | 5.648                                               | 5.648                                               |
| 2014                                                | 2014                                                |                                                     | 5.836                                               | 5.836                                               |
| 2015                                                | 2015                                                |                                                     | 5.576                                               | 5.576                                               |
| 2016                                                | 2016                                                |                                                     | 5.723                                               | 5.723                                               |
| 2017                                                | 2017                                                |                                                     | 5.603                                               | 5.603                                               |
| 2018                                                | 2018                                                |                                                     | 5.293                                               | 5.293                                               |
| 2019                                                | 2019                                                |                                                     | 5.585                                               | 5.585                                               |
| 2020                                                | 2020                                                |                                                     | 0                                                   | 0                                                   |
| 2021                                                | 2021                                                |                                                     | 2.214                                               | 2.214                                               |
| 2022                                                | 2022                                                |                                                     | 4.496                                               | 4.496                                               |
| 2023                                                | 2023                                                |                                                     | 4.892                                               | 4.892                                               |
| 2024                                                | 2024                                                |                                                     | 5.640                                               | 5.640                                               |
|                                                     |                                                     |                                                     |                                                     |                                                     |

### Erfolgreichste Teilnehmer
- Zu den erfolgreichsten Teilnehmern gehören Liane Winter (Wolfsburg, 1974, 1976 bis 1980 und 1982) mit sieben und Elias Sansar mit sechzehn Siegen (2006 bis 2010 und 2012 bis 2014, 2016 bis 2019 und 2021 bis 2024).
- Viermal gewann Doris Koslowski (VfL Hiddesen) den Lauf in den 1990er-Jahren, ebenso Hilde Aders (Tromsø Løp) in den Jahren 2015 bis 2018.
- Dreimal liefen Anke Kemmener (geb. Pieper, ATSV Espelkamp, 1997/1998 und 2005), Heike Mohn (geb. Saeger, SV Brackwede, 1999/2000 und 2003), Bernd-Theodor Pyl (Post SV Gütersloh, 1993, 1994 und 1996) und Silke Pfenningschmidt (SV Brackwede 2011, 2012 und 2014) als Sieger über die Ziellinie.
- Je zweimal sicherten sich bisher Helmut Bode (Bielefeld, 1972/1973), Ulrike Brand (LG Bad Salzuflen, 1983 und 1985), Tony Marshall (GB, 1987 und 1989), Michael Amstutz (Non-Stop-Ultra Brakel, 1990 und 1992), Katjana Quest Altrogge (TG Lage, 1991 und 1995), Marcus Biehl (SV Brackwede, 2000 und 2004), René Witt (LG Vogtland, 2001/2002), Silvia Krull (Laufladen Endspurt, 2008/2007) sowie Stephanie Strate (SV Brackwede, 2021/2022) den Titel.

## Medaillen

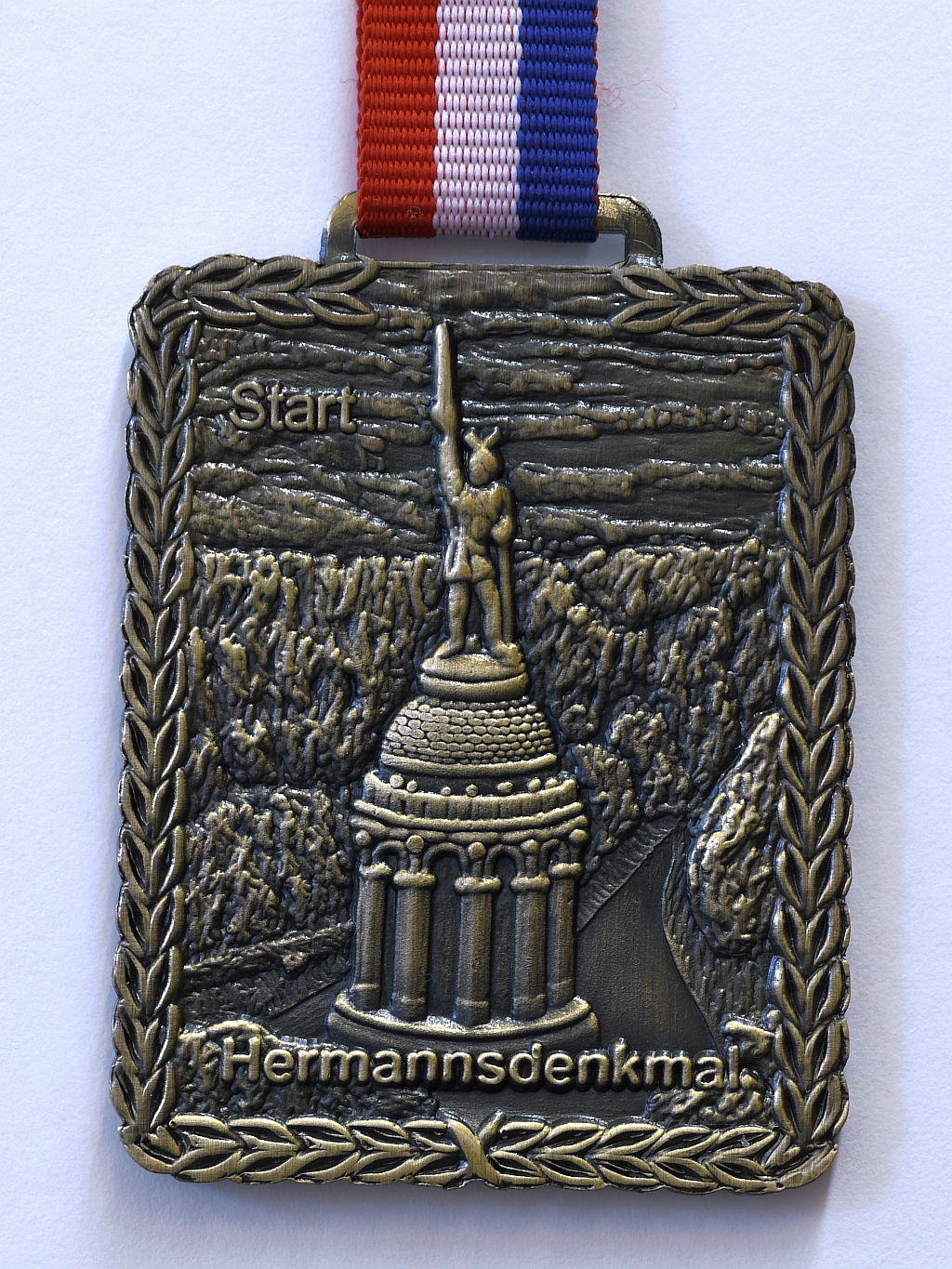
Hermannslauf 2009
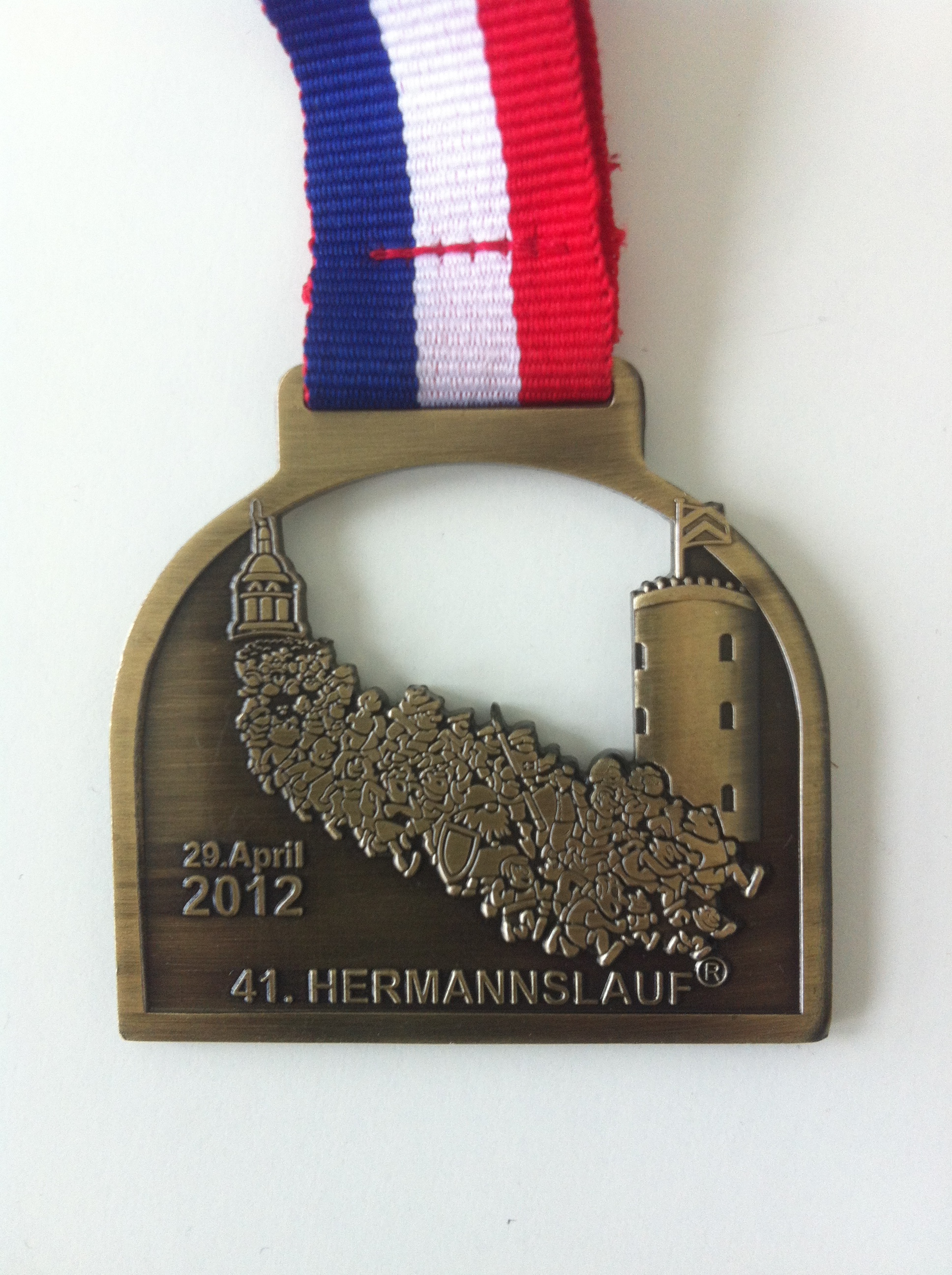
Hermannslauf 2012 Medaille Vorderseite
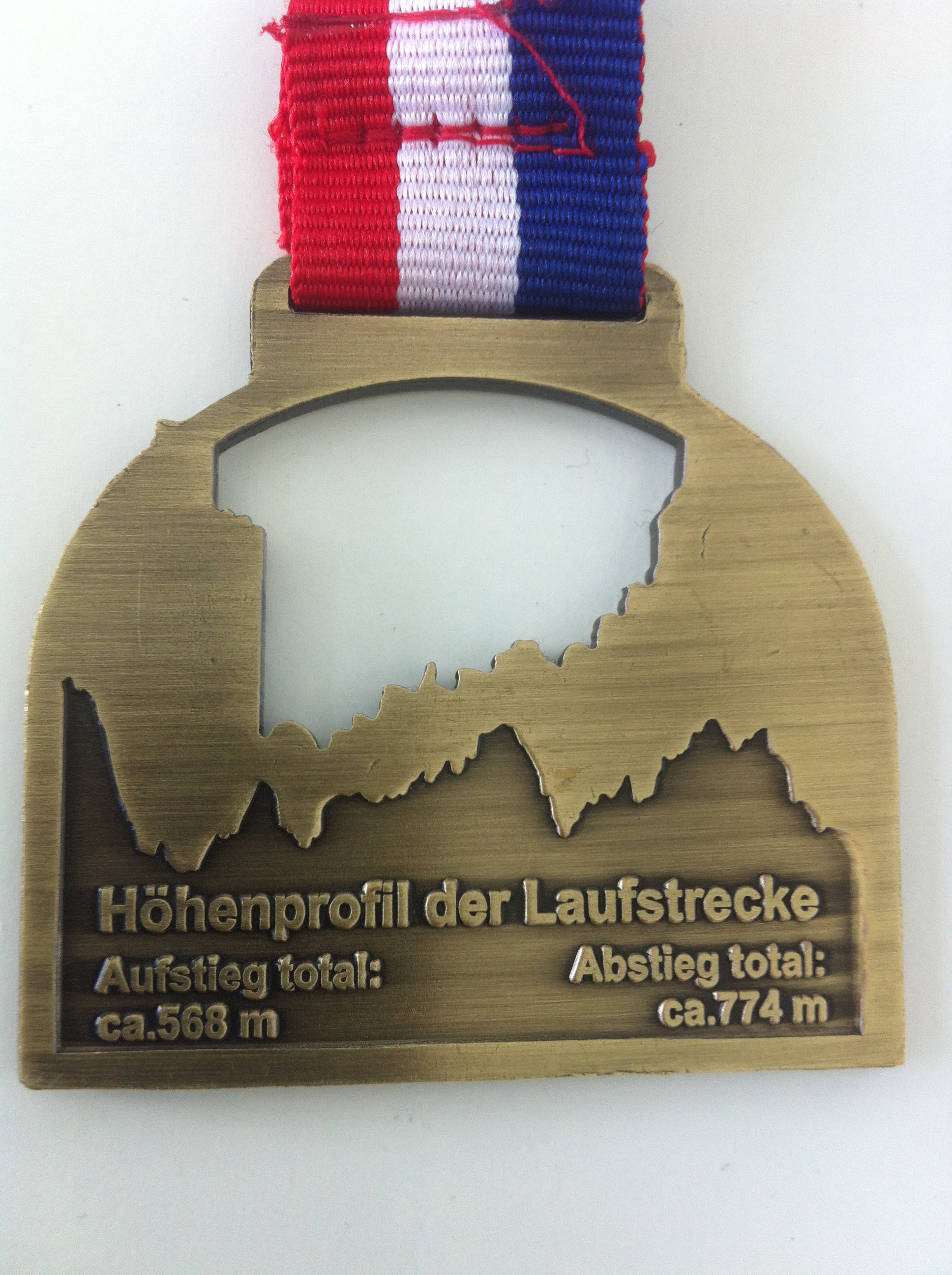
Hermannslauf 2012 Medaille Rückseite mit Höhenprofil

## Trivia
- 2009 liefen Oliver Arndt und Lajos Speck den Hermannslauf doppelt: Start an der Sparrenburg, Halbzeit am Hermannsdenkmal, Ziel an der Sparrenburg. Für die 62,2 km lange Strecke benötigten sie 5:51:08 Stunden.

- 2016 lief Raoul Schöneis vom TV Lemgo den Hermannslauf dreifach. Er startete am Hermannsdenkmal, lief, begleitet von zwei Radfahrern, zur Sparrenburg und zurück zum Hermannsdenkmal. Danach startete er in der Gruppe C und lief mit allen anderen Teilnehmern des Hermannslaufs zur Sparrenburg. Die Gesamtstrecke betrug somit 93,3 km.

## Dokumentationen
- Sabine Heinrich läuft den Hermann in der WDR-Mediathek (44 Min.), abrufbar bis 2. Mai 2026

### Videos
- docjensi: 2023 Hermannslauf Teil 1 auf YouTube, 2. Mai 2023, abgerufen am 1. Mai 2023 (deutsch; der Hermannslauf aus der Sicht des Führungsfahrers vom Start am Hermannsdenkmal durch das Heidetal über den Ehberg, die Panzerbrücke, den Sennerandweg und den Tönsberg.).
- docjensi: 2023 Hermannslauf Teil 2 auf YouTube, 2. Mai 2023, abgerufen am 1. Mai 2023 (deutsch; von der Party in Oerlinghausen bis zur Mega Stimmung im Zielbereich).